# La Tamponnaise
La Tamponnaise – reunioński klub piłkarski grający w reuniońskiej pierwszej lidze, mający siedzibę w mieście Le Tampon. Powstał w wyniku fuzji S/S Tamponnaise i Stade Tamponnais tworząc US Stade Tamponnaise (USS Tamponnaise). Od 2015 nosi obecną nazwę.

## Sukcesy
- I liga[1]:
  - mistrzostwo (11): 1991, 1992, 1999, 2003, 2004, 2005, 2006, 2007, 2009, 2010, 2021.

- Puchar Reunionu[2]:
  - zwycięstwo (6): 1991, 2000, 2003, 2008, 2009, 2012.

## Występy w afrykańskich pucharach
| Sezon | Rozgrywki                 | Runda       | Kraj              | Klub                     | Dom | Wyjazd | Dwumecz      |
| ----- | ------------------------- | ----------- | ----------------- | ------------------------ | --- | ------ | ------------ |
| 1994  | Puchar Zdobywców Pucharów | wstępna     | Madagaskar        | AS Cimelta               | –   | –      | –            |
| 1994  | Puchar Zdobywców Pucharów | 1           | Zimbabwe          | Tanganda FC              | –   | –      | –            |
| 1994  | Puchar Zdobywców Pucharów | 2           | Południowa Afryka | Witbank Black Aces FC    | 4–2 | 0–1    | 4–3          |
| 1994  | Puchar Zdobywców Pucharów | ćwierćfinał | Kenia             | Kenya Breweries          | 1–1 | 0–1    | 1–2          |
| 1995  | Puchar CAF                | 1           | Zambia            | Zamsure FC               | 1–1 | 0–1    | 1–2          |
| 1996  | Puchar CAF                | 1           | Zambia            | Kabwe Warriors           | –   | –      | –            |
| 1996  | Puchar CAF                | 2           | Południowa Afryka | Mamelodi Sundowns FC     | 0–0 | 1–2    | 1–2          |
| 1996  | Puchar CAF                | 2           | Maroko            | Kawkab Marrakesz         | 0–0 | 0–1    | 0–1          |
| 1997  | Puchar CAF                | 1           | Madagaskar        | DSA Antananarivo         | 1–0 | 0–1    | 1–1 (k. 2–4) |
| 1999  | Puchar CAF                | 1           | Madagaskar        | ASF Fianarantsoa         | 5–1 | 1–0    | 6–1          |
| 1999  | Puchar CAF                | 2           | Egipt             | Zamalek SC               | 0–0 | 0–3    | 0–3          |
| 2000  | Liga Mistrzów             | 1           | Zambia            | Nkana FC                 | 1–2 | 0–3    | 1–5          |
| 2001  | Puchar Zdobywców Pucharów | wstępna     | Lesotho           | Lesotho Defence Force FC | 5–0 | 0–2    | 5–2          |
| 2001  | Puchar Zdobywców Pucharów | 1           | Południowa Afryka | Kaizer Chiefs FC         | 1–1 | 1–2    | 2–3          |
| 2004  | Liga Mistrzów             | wstępna     | Mauritius         | AS Port-Louis 2000       | –   | –      | –            |
| 2008  | Liga Mistrzów             | wstępna     | Seszele           | St Michel United FC      | 3–1 | 1–0    | 4–1          |
| 2008  | Liga Mistrzów             | 1           | Południowa Afryka | Platinum Stars FC        | 0–0 | 0–2    | 0–2          |
| 2009  | Liga Mistrzów             | wstępna     | Madagaskar        | Académie Ny Antsika      | 6–0 | –      | 6–0          |
| 2009  | Liga Mistrzów             | 1           | Sudan             | Al-Hilal Omdurman        | 2–1 | 1–3    | 3–4          |
| 2010  | Liga Mistrzów             | wstępna     | Madagaskar        | Ajesaia                  | 2–1 | 3–1    | 5–2          |
| 2010  | Liga Mistrzów             | 1           | Egipt             | Ismaily SC               | 1–0 | 1–3    | 2–3          |

## Stadion
Domowe mecze klub rozgrywa na stadionie o nazwie Stade Klébert Picard w Le Tampon. Stadion może pomieścić 3000 widzów.